# 미르 암만
미르 암만(Mir Amman, 1748년~1806년)은 인도 근세의 우르두어 작가이다.
델리에서 태어났고, 캘커타에서 포트 윌리엄 대학의 우르두어 교사였다. 1802년 <정원과 봄>을 발표하였는데 이 작품은 산문문학 초기에 있어서 가장 주목할 만한 작품이다. 페르시아어 작품 <4인의 탁발승(托鉢僧) 이야기>의 번역이라고도 하고, 또는 타하신 저작의 우르두 문학작품 <보석을 아로새긴 신형식(新形式)>의 번안(飜案)이라고도 한다. 내용은 <천일야화(千一夜話)>와 유사한 것이다.

## 참고 문헌
- 이 문서에는 다음커뮤니케이션(현 카카오)에서 GFDL 또는 CC-SA 라이선스로 배포한 글로벌 세계대백과사전의 "미르 암만" 항목을 기초로 작성된 글이 포함되어 있습니다.